# Сцибор фон Байзен
Сцибор фон Байзен (Сцибор Бажынский) (нем. Ścibor de Beisen, пол. Ścibor Bażyński; ок. 1405—1480) — прусский дворянин, второй польский губернатор Королевской Пруссии (1459—1480). В 1472 году он был назначен генеральным старостой Королевской Пруссии. Соучредитель Прусского союза и участник Тринадцатилетней войны между Польшей и Тевтонским орденом.

## Биография
Сцибор фон Байзен происходил из немецкой семьи, эмигрировавшей из района Любека в Пруссию, где она получила земельные владение под Остероде. Сцибор был одним из сыновей Петра фон Байзена, земского судьи в Домбрувно, владельца, ряда имений, в частности, Эльгново. Его братьями были Иоганн фон Байзен (ок. 1390—1459), первый польский губернатор Королевской Пруссии (1454—1459), и Габриэль фон Байзен. Около 1450 года братьям фон Байзен принадлежали поместья Бажыны, Осеково, Кадыны, Гонсерово, Любайны, Илово, Перклице, Пагорки, Острогура и Лещ.
Сцибор фон Байзен был участником мирных переговоров между Тевтонским орденом и Польшей в 1433 году. В 1440 году он был одним из основателей Прусского союза. В 1442 году — фогт в епископстве Помезания. В 1454 году после включения Западной Пруссии в состав Польского королевства Сцибор фон Байзен был назначен воеводой Кенигсберга, в 1456 году — воеводой Эльблонга. В 1467 году Сцибор фон Байзен был назначен воеводой мальборкским.
В 1459 году после смерти брата Иоганна, Сцибор фон Байзен был назначен вторым польским губернатором Королевской Пруссии. В 1466 году он принимал участие в подписании Второго Торуньского мира, завершившего Тринадцатилетнюю войну. В 1467 году польский король Казимир Ягеллончик отстранил Сцибора фон Байзена от должности губернатора Королевской Пруссии и назначил его воеводой в Мальборке. Прусские сословия не приняли этого отстранения и продолжали считать его своим губернатором. После этого польский король в 1472 году наградил его вновь созданным чином генерал-капитана Польской Пруссии. В сословных актах ландтагов Сцибор фон Байзен, тем не менее, продолжал называться наместником. В 1476 году он просил об увольнении с должности по причине физической слабости. Предложение было отклонено польским королем.
В 1480 году Сцибор фон Байзен скончался. Его преемником на посту губернатора Пруссии был назначен его сын Николай фон Байзен (? — 1503).